# Jan Willem Noot
Jan Willem Noot (* 22. Februar 1708 in Köln; † 5. April 1770 in Ruhrort) war preußischer Zollbeseher und Vater von Aletta Haniel.
Jan Willem Noot wurde als einziger Sohn und zweites von vier Kindern des Kaufmanns Dirk Noot (1680–1712) und seiner Frau Maria, ehemals Roland (1685–1775), am 22. Februar 1708 in Köln geboren.
Wie der Großvater erlernte er den Schifferberuf. Um 1730 lebte und arbeitete Jan Willem Noot in oder bei Nimwegen. 1733 wurde er Königlich-Preußischer Zollbeseher in Orsoy am Niederrhein. 1744 übernahm Jan Willem Noot das Amt des Zoll- und Lizentbesehers in Ruhrort.
Zwölf Jahre später baute er vor den Stadttoren ein Wohn- und Kontorhaus (Packhaus). Dort zog Jan Willem Noot 1756 mit seiner Familie ein. In dem stattlichen Neubau betrieb er ein Lagerhaltungsgeschäft für die Kolonialwarenhändler der Region.
Möglicherweise erweiterte er dieses Geschäft später um den Speditionshandel. Jan Willem Noot genoss in Ruhrort hohes Ansehen. Er war zweiter Bürgermeister der Stadt und stellvertretender Kommandant der Bürgerwehr.
Während Jan Willem Noots erster Ehe mit Johanna Maria Markus, die 1731 in Neerbosch bei Nimwegen geschlossen wurde, kam eine Tochter zur Welt. Sie starb noch als Kind. 1739 heiratete Jan Willem Noot noch einmal: Seine zweite Frau Johanna Catharina Erckenswick stammte aus einer begüterten Orsoyer Tuchfabrikanten-Familie.
Das Ehepaar Noot bekam neun Kinder, von denen sechs das Erwachsenenalter erreichten. Seine Tochter Luise Noot (1762–1822) heiratete den Barmener Fabrikanten Johann Caspar Engels. Deren Sohn Friedrich Engels war Vater des Gesellschaftstheoretikers Friedrich Engels.
Der Schwiegersohn Jacob Wilhelm Haniel übernahm von Noot das Ruhrorter Packhaus.